# Беязедели
Беязедели (на гръцки: Μπεϊαζαδελή) е историческо село в Република Гърция, разположено на територията на дем Кукуш, област Централна Македония.

## География
Селото е било разположено в планината Карадаг (Мавровуни).

## История

### В Османската империя
През XIX век Баш махала е малко турско село в Авретхисарската каза на Османската империя. Според статистиката на Васил Кънчов („Македония. Етнография и статистика“) в 1900 година в село Беязедили има 85 жители, всички турци.

### В Гърция
След Междусъюзническата война селото попада в Гърция. Селото се разпада през Първата световна война.
| Година    | 1913 | 1920 | 1928 | 1940 | 1951 | 1961 | 1971 | 1981 | 1991 | 2001 | 2011 | 2021 |
| --------- | ---- | ---- | ---- | ---- | ---- | ---- | ---- | ---- | ---- | ---- | ---- | ---- |
| Население | 33   |      |      |      |      |      |      |      |      |      |      |      |